# Kleztory
Kleztory to klezmer i światowy zespół muzyczny założony w 2000 roku w Montrealu, Quebec, Kanada. Nie wyzbywając się szacunku dla bogatego dziedzictwa kultury klezmerskiej, Kleztory mają swobodę w aranżacji części tradycyjnego repertuaru. To daje ich muzyce jej własną unikatowość i smaczek. Kleztory inspirują się wieloma rodzajami muzyki, m.in.: jazzem, muzyka klasyczna, muzyka cygańska, country, muzyka folkowa oraz bluesem. Zespół nagrodzono zarówno nagrodą Opus w 2007 roku w Québecu za utwór Nomade jako najlepszy Jazzowy/Światowy album Muzyczny roku oraz nagrodą Fürth Klezmer podczas 3 Żydowskiego Festiwalu Muzycznego w Amsterdamie w 2012 roku.

## Skład zespołu
Obecni członkowie zespołu to Elvira Misbakhova (skrzypce), Airat Ichmouratov (klarnet, klarnet basowy), Mark Peetsma (kontrabas), Dany Nicolas (gitara) and Melanie Bergeron (akordeon).

## Historia

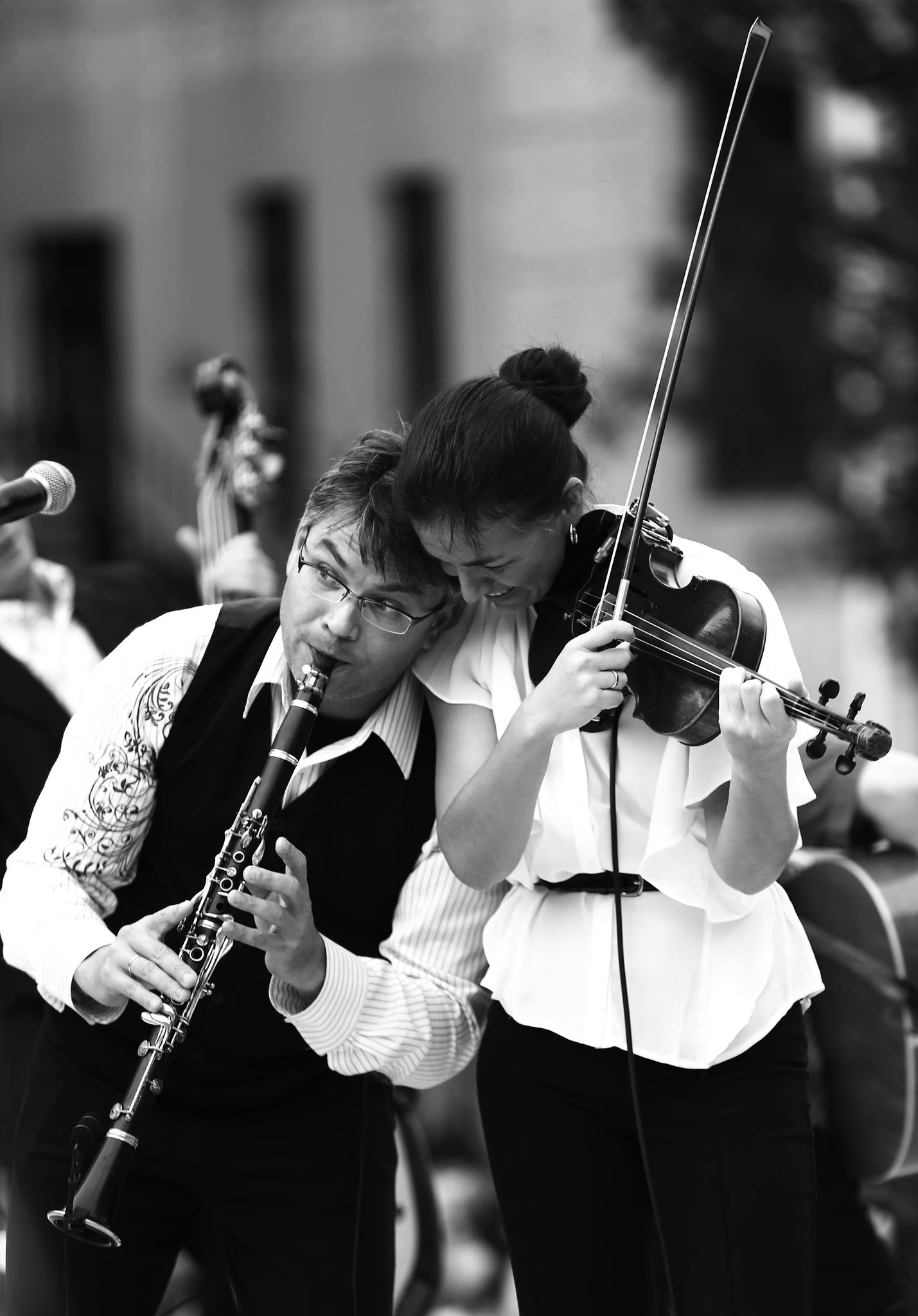
Airat Ichmouratov i Elvira Misbakhova podczas występu zespołu Kleztory w Szanghaju, Chiny, Sierpień 2013

Kleztory grały w wielu różnych miejscach w Montrealu, a podczas swoich licznych tras koncertowych w latach 2000–2017 wystąpili na wielu światowych arenach, wliczając w to występy w Kanadzie, USA, Holandii, Niemczech, Austrii, Szwajcarii, Rumunii, Brazylii, Meksyku, Kostaryce oraz w Chinach. W 2012 roku Kleztory zostały wybrane jako jedyny Kanadyjski uczestnik rywalizujący w 3 Międzynarodowym Żydowskim Festiwalu Muzycznym w Amsterdamie, gdzie otrzymali nagrodę Fürth Klezmer, dlatego też rok później pojawili się na wiosennym Festiwalu Fürth Klezmer (Niemcy) celem odebrania nagrody. W październiku 2015 roku Kleztory były jedynym Kanadyjskim artystą, który wystąpił na pokazie Womex w Budapeszcie, Węgry. Kleztory pojawiły się jako solista z licznymi światowymi orkiestrami.

## Dyskografia
- 2001 – Kleztory – Musique Klezmer
- 2004 – Klezmer z Yuli Turovsky i orkiestrę kameralną „I Musici de Montréal” (Chandos Records)[9]
- 2007 – Nomade (Amerix)[10]
- 2013 – Arrival (Amerix)
- 2017 – Nigun (Amerix)[11].

## Nagrody
- 2014 – nominowany do ADISQ „Tradycyjny album roku” za Arrival[12].
- 2012 – zwycięzca nagrody Opus w 2007 roku za najlepszy Jazzowy/Światowy album muzyczny w Quebec za utwór Nomade[13].
- 2012 – zwycięzca nagrody Fürth Klezmer podczas 3 Międzynarodowego Żydowskiego Festiwalu Muzycznego w Amsterdamie.